# 대한민국의 국가등록문화유산 (2020년대 전반)
대한민국의 국가등록문화유산(大韓民國 國家登錄文化遺産, 이전 명칭: 국가등록문화재)은 국가유산청장장이 국가유산위원회의 심의를 거쳐 국가지정문화유산가 아닌 문화유산 중에서 보존과 활용을 위한 조치가 특별히 필요하여 등록한 문화유산이다. 특히 일제 강점기 이후 근대에 생성·건축된 유물 및 유적이 중점적으로 등재되어 있다.

## 지정 목록

### 2020년 지정
| 번호     | 사진 | 명칭                                             | 소재지                                                     | 관리자 (단체)                     | 지정일                | 참조 |
| 510-2호  |      | 독립신문 상해판 (獨立新聞 上海版)                | 서울 종로구 세종대로 198                                   | 대한민국역사박물관                | 2020년 11월 6일 지정  |      |
| 543-1호  |      | 전(傳) 대원수 상복                               | 서울 노원구 화랑로 574                                     | 육군박물관                        | 2020년 10월 15일 지정 |      |
| 543-3호  |      | 참장 예복                                        | 서울 노원구 화랑로 574                                     | 육군박물관                        | 2020년 10월 15일 지정 |      |
| 543-4호  |      | 보병 부령 상복                                   | 서울 노원구 화랑로 574                                     | 육군박물관                        | 2020년 10월 15일 지정 |      |
| 543-5호  |      | 보병 정위 예복                                   | 서울 노원구 화랑로 574                                     | 육군박물관                        | 2020년 10월 15일 지정 |      |
| 543-6호  |      | 보병 부위 예복                                   | 서울 노원구 화랑로 574                                     | 육군박물관                        | 2020년 10월 15일 지정 |      |
| 543-7호  |      | 보병 부위 예복 및 상복(황석)                     | 서울 노원구 화랑로 574                                     | 육군박물관                        | 2020년 10월 15일 지정 |      |
| 543-8호  |      | 기병 정위 예복 및 상복                           | 서울 노원구 화랑로 574                                     | 육군박물관                        | 2020년 10월 15일 지정 |      |
| 543-9호  |      | 헌병 부위 예복 및 상복(홍철유)                   | 서울 노원구 화랑로 574                                     | 육군박물관                        | 2020년 10월 15일 지정 |      |
| 543-10호 |      | 군의 부위 예복                                   | 서울 노원구 화랑로 574                                     | 육군박물관                        | 2020년 10월 15일 지정 |      |
| 773-1호  |      | 한인애국단원 편지 및 봉투                        | 서울 용산구 서빙고로 137                                   | 국립중앙박물관                    | 2020년 2월 6일 지정   | ,    |
| 773-2호  |      | 한인애국단원 이력서 및 봉투                      | 서울 용산구 서빙고로 137                                   | 국립중앙박물관                    | 2020년 2월 6일 지정   | ,    |
| 774-1호  |      | 대한민국임시정부 이교재 위임장 및 상해격발       | 경남 창원시 마산합포구 문신길 105, 창원시립마산박물관 기탁 | ㅇㅇㅇ                            | 2020년 2월 6일 지정   | ,    |
| 774-2호  |      | 대한민국임시정부 문영박 추조 및 문원만 특발      | 대구 달성군 화원읍                                         | 남평문씨세거지                    | 2020년 2월 6일 지정   | ,    |
| 774-3호  |      | 대한민국임시정부 특발, 추조, 편지 및 소봉투      | 부산 서구 구덕로 225                                       | 동아대학교 석당박물관             | 2020년 2월 6일 지정   | ,    |
| 775호    |      | 김천 나화랑 생가                                 | 경북 김천시 봉산면 봉계길 214-15 (인의리 722)              | 조○○(개인)                        | 2020년 3월 9일 지정   | ,    |
| 776호    |      | 광주 구 무등산 관광호텔                          | 광주 북구 무등로 1567 (금곡동 산3-1)                       | 대한불교조계종 원효사             | 2020년 3월 9일 지정   | ,    |
| 777호    |      | 통영 근대역사문화공간                            | 경남 통영시 중앙동 96번지등 149필지                        |                                   | 2020년 3월 9일 지정   | ,    |
| 778호    |      | 김천고등학교 본관                                | 경북 김천시 송설로 90                                      | 학교법인 송설재단                 | 2020년 5월 4일 지정   |      |
| 779호    |      | 김천고등학교 구 과학관                           | 경북 김천시 송설로 90                                      | 학교법인 송설재단                 | 2020년 5월 4일 지정   |      |
| 780호    |      | 수원역 급수탑                                    | 경기 수원시 권선구 덕영대로 960                            | 한국철도공사                      | 2020년 5월 4일 지정   |      |
| 781호    |      | 구 부산나병원기념비                              | 부산 동구 정공단로 27                                      | 한호기독교선교회                  | 2020년 5월 4일 지정   |      |
| 782호    |      | 불교                                             | 서울 중구 필동로1길 30                                     | 동국대학교                        | 2020년 5월 4일 지정   |      |
| 783호    |      | 대전 육교                                        | 대전 대덕구 비래동 4-3 및 4-8 일원                         | 국토교통부                        | 2020년 6월 24일 지정  |      |
| 784호    |      | 세종 부강성당                                    | 세종 부강면 부강4길 33                                     | 천주교 청주교구유지재단           | 2020년 6월 24일 지정  |      |
| 785호    |      | 구 경성제국대학 부속 생약연구소 제주도 시험장    | 제주 서귀포시 토평동 2240-8                                | 제주특별자치도 서귀포시청         | 2020년 6월 24일 지정  |      |
| 786호    |      | 구 목포세관 본관 터 및 창고                      | 전남 목포시 항동 6-8 및 6-33                               | 기획재정부                        | 2020년 6월 24일 지정  |      |
| 787호    |      | 6·25 전쟁 군사 기록물(육군)                      | 충남 계룡시                                                | 육군기록정보관리단장              | 2020년 6월 24일 지정  |      |
| 788호    |      | 나석주 의사 편지 및 봉투                         | 서울 용산구 서빙고로 137                                   | 국립중앙박물관장                  | 2020년 6월 24일 지정  |      |
| 789호    |      | 영주 부석교회 구 본당                            | 경북 영주시 부석면 소천로 27-1                             | 대한예수교장로회 영주노회유지재단 | 2020년 8월 12일 지정  |      |
| 790호    |      | 6·25 전쟁 군사 기록물(공군 전투비행단)           | 충북 청주시 상당구 남일면 쌍수리 335-1                     | 공군참모총장                      | 2020년 8월 12일 지정  |      |
| 791호    |      | 보병과 더불어 악보                               | 경남 진주시 대평면 호반로 1353                             | 진주시장                          | 2020년 8월 12일 지정  |      |
| 792호    |      | 근대기 제작 진전 봉안 어진                       | 서울 종로구 효자로 12                                      | 문화재청장                        | 2020년 8월 12일 지정  |      |
| 793-1호  |      | 연세대학교 4월혁명연구반 4·19 혁명 참여자 조사서 | 서울 서대문구 연세로 50                                    | 연세대학교총장                    | 2020년 8월 12일 지정  |      |
| 793-2호  |      | 연세대학교 4월혁명연구반 4·19 혁명 계엄 포고문   | 서울 서대문구 연세로 50                                    | 연세대학교총장                    | 2020년 8월 12일 지정  |      |
| 794호    |      | 4·19 혁명 부상자 명단(고려대학교 4·18 학생 의거) | 서울 성북구 안암로 145                                     | 고려대학교총장                    | 2020년 8월 12일 지정  |      |
| 794호    |      | 4·19 혁명 부상자 명단(고려대학교 4·18 학생 의거) | 서울 성북구 안암로 145                                     | 고려대학교총장                    | 2020년 8월 12일 지정  |      |
| 795호    |      | 동해 북평성당                                    | 강원도 동해시 오일장2길 16                                 | 천주교원주교구유지재단            | 2020년 10월 15일 지정 |      |
| 796호    |      | 이긍연 을미의병 일기                             | 서울 종로구 새문안로 55                                    | 서울역사박물관                    | 2020년 10월 15일 지정 |      |
| 797호    |      | 대한제국애국가                                   | 서울 종로구 세종대로 198                                   | 대한민국역사박물관                | 2020년 10월 15일 지정 |      |
| 798호    |      | 대구 동인초등학교 강당                           | 대구 중구 국채보상로 729                                   | 대구광역시교육청                  | 2020년 11월 6일 지정  |      |
| 799호    |      | 구 천도교 임실교당                               | 전라북도 임실군 운암면 선거리 713-7                        | 천도교 임실교구                   | 2020년 12월 4일 지정  |      |
| 800-1호  |      | 한글점자 「훈맹정음」 제작 및 보급 유물          | 인천 미추홀구 한나루로357번길 105-19                       | 인천광역시시각장애인복지연합회    | 2020년 12월 4일 지정  |      |
| 800-2호  |      | 한글점자 「훈맹정음」 점자표 및 해설 원고        | 서울 용산구 서빙고로 139                                   | 국립한글박물관                    | 2020년 12월 4일 지정  |      |

### 2021년 지정
| 번호    | 사진 | 명칭                                            | 소재지                                        | 관리자 (단체)               | 지정일                | 참조 |
| 801호   |      | 경상남도립 나전칠기 기술원 양성소               | 경상남도 통영시 항남3길 25                    | 통영시                      | 2020년 12월 31일 지정 |      |
| 802호   |      | 전남대학교 용봉관                               | 광주 북구 용봉로 77                           | 교육부(전남대학교)          | 2020년 12월 31일 지정 |      |
| 803호   |      | 대각교의식 (大覺敎儀式)                         | 서울 중구 필동로1길 30, 동국대학교 중앙도서관 | 동국대학교                  | 2021년 2월 3일 지정   |      |
| 804호   |      | 한국수어교재 수화                               | 서울 종로구 필운대로 103                      | 국립서울농학교              | 2021년 4월 5일 지정   |      |
| 805호   |      | 소방 헬기 까치2호                               | 서울 동작구 여의대방로20길 33                 | 보라매안전체험관            | 2021년 4월 5일 지정   |      |
| 806호   |      | 고성 구 간성 기선점 반석                        | 강원도 고성군 간성읍 교동리~해상리            | 강원도                      | 2021년 4월 5일 지정   |      |
| 807호   |      | 서울 연세대학교 언더우드 가옥                   | 서울 서대문구 연세로 50                       | 학교법인 연세대학교         | 2021년 4월 5일 지정   |      |
| 808호   |      | 고흥 소록도 4·6 사건 진정서 및 성명서           | 전라남도 고흥군 도양읍 소록해안길 82          | 국립소록도병원 한센병박물관 | 2021년 6월 3일 지정   |      |
| 809호   |      | 고흥 소록도 녹산의학강습소 유물                 | 전라남도 고흥군 도양읍 소록해안길 82          | 국립소록도병원 한센병박물관 | 2021년 6월 3일 지정   |      |
| 810호   |      | 서울 진관사 소장 괘불도 및 괘불함               | 서울 은평구 진관길 73                         | 진관사                      | 2021년 6월 3일 지정   |      |
| 811호   |      | 동학농민군 편지                                 | 전라북도 정읍시 덕천면 동학로 742             | 동학농민혁명기념재단        | 2021년 7월 1일 지정   |      |
| 812호   |      | 제주 이시돌목장 테시폰식 주택                   | 제주 제주시 한림읍 금악리                     | (재)이시돌농촌산업개발협회  | 2021년 7월 1일 지정   |      |
| 813호   |      | 서윤복 제51회 보스턴 마라톤 대회 우승메달       | 서울특별시 송파구 올림픽로 424                | 국민체육진흥공단            | 2021년 8월 11일 지정  |      |
| 814호   |      | 공군사관학교 제1기 졸업생 첫 출격 서명문 태극기 | 충청북도 청주시 상당구 남일면 쌍수리          | 공군참모총장                | 2021년 8월 11일 지정  |      |
| 815-1호 |      | 한국광복군 총사령부 성립 전례식 서명문          | 충청남도 천안시 동남구 목천읍 독립기념관로 1  | 독립기념관                  | 2021년 10월 13일 지정 |      |
| 815-2호 |      | 한국광복군 총사령부 성립 전례식 축하문          | 충청남도 천안시 동남구 목천읍 독립기념관로 1  | 독립기념관                  | 2021년 10월 13일 지정 |      |
| 816호   |      | 한국광복군 기관지 광복                          | 충청남도 천안시 동남구 목천읍 독립기념관로 1  | 독립기념관                  | 2021년 10월 13일 지정 |      |
| 817호   |      | 한국광복군 훈련교재 정훈대강                    | 충청남도 천안시 동남구 목천읍 독립기념관로 1  | 독립기념관                  | 2021년 10월 13일 지정 |      |
| 818호   |      | 김좌진 장군 사회장 약력서                       | 충청남도 천안시 동남구 목천읍 독립기념관로 1  | 독립기념관                  | 2021년 10월 13일 지정 |      |
| 819호   |      | 서천 판교 근대문화역사공간                      | 충청남도 서천군 판교면 현암리                 | 다수                        | 2021년 10월 13일 지정 |      |
| 819-1호 |      | 서천 판교 구 동일정미소                         | 충청남도 서천군 판교면 종판로887번길 35-1     | 현○○                        | 2021년 10월 13일 지정 |      |
| 819-2호 |      | 서천 판교 구 동일주조장                         | 충청남도 서천군 판교면 종판로887번길 31       | 박○○                        | 2021년 10월 13일 지정 |      |
| 819-3호 |      | 서천 판교 근대상가주택 1                        | 충청남도 서천군 판교면 종판로887번길 28       | 서천군                      | 2021년 10월 13일 지정 |      |
| 819-4호 |      | 서천 판교 구 삼화정미소(오방앗간)               | 충청남도 서천군 판교면 종판로887번길 6-1      | 서천군                      | 2021년 10월 13일 지정 |      |
| 819-5호 |      | 서천 판교 근대상가주택 2                        | 충청남도 서천군 판교면 종판로 881-1           | 신○○                        | 2021년 10월 13일 지정 |      |
| 819-6호 |      | 서천 판교 구 중대본부                           | 충청남도 서천군 판교면 종판로 883             | 서천군                      | 2021년 10월 13일 지정 |      |
| 819-7호 |      | 서천 판교 구 판교극장                           | 충청남도 서천군 판교면 종판로896번길 6        | 서천군                      | 2021년 10월 13일 지정 |      |
| -       |      | 진해 근대문화역사공간                           | 경상남도 창원시 진해구                        | 다수                        | 2021년 11월 4일 지정  |      |
| -       |      | 진해 구 태백여인숙                              | 경상남도 창원시 진해구 여좌동                 | 이○○ 외 4인                 | 2021년 11월 4일 지정  |      |
| -       |      | 진해 보태가                                     | 경상남도 창원시 진해구 충무동                 | 창원시                      | 2021년 11월 4일 지정  |      |
| -       |      | 진해 화천동 근대상가주택                        | 경상남도 창원시 진해구 화천동                 | 창원시 외 1인               | 2021년 11월 4일 지정  |      |
| -       |      | 진해 송학동 근대상가주택                        | 경상남도 창원시 진해구 송학동                 | 도○○ 외 1인                 | 2021년 11월 4일 지정  |      |
| -       |      | 진해 대흥동 근대상가주택                        | 경상남도 창원시 진해구 대흥동                 | 유○○ 외 6인                 | 2021년 11월 4일 지정  |      |
| -       |      | 진해 흑백다방                                   | 경상남도 창원시 진해구 대천동                 | 유○○                        | 2021년 11월 4일 지정  |      |
| -       |      | 진해 일광세탁                                   | 경상남도 창원시 진해구 통신동                 | 이○○                        | 2021년 11월 4일 지정  |      |
| -       |      | 진해 육각집                                     | 경상남도 창원시 진해구 대천동                 | 장○○                        | 2021년 11월 4일 지정  |      |
| -       |      | 진해 창선동 근대상가주택                        | 경상남도 창원시 진해구 창선동                 | 이○○ 외 3인                 | 2021년 11월 4일 지정  |      |
| -       |      | 진해 황해당인판사                               | 경상남도 창원시 진해구 중평동                 | 정○○                        | 2021년 11월 4일 지정  |      |
| -       |      | 김지섭 의사 편지                                | 충청남도 천안시 동남구 목천읍 독립기념관로 1  | 독립기념관                  | 2021년 11월 4일 지정  |      |
| -       |      | 한성미술품제작소 은제 공예품(이화문 합)         | 서울특별시 종로구 율곡로3길 4                 | 서울공예박물관              | 2021년 11월 4일 지정  |      |
| -       |      | 순천 동남사 사진기 및 확대기                    | 전라남도 순천시                               |                             | 2021년 12월 7일 지정  |      |
| -       |      | 로제타 홀 한글점자 교재                         | 경상북도 경산시                               | 대구대학교                  | 2022년 1월 5일 지정   |      |
| -       |      | 동학농민군 편지 (2022)                          | 전라북도 정읍시                               | 동학농민혁명기념재단        | 2022년 2월 10일 지정  |      |

### 2022년 지정
| 사진 | 명칭 | 소재지 | 관리자 (단체) | 지정일 | 참조 |

### 2023년 지정
| 사진 | 명칭 | 소재지 | 관리자 (단체) | 지정일 | 참조 |

### 2024년 지정
| 사진 | 명칭 | 소재지 | 관리자 (단체) | 지정일 | 참조 |